# Bernard Paul (Regisseur)
Bernard Alexandre Paul (* 14. März 1930 im 14. Arrondissement, Paris; † 5. Dezember 1980 im 20. Arrondissement, Paris) war ein französischer Regisseur, Drehbuchautor, Schauspieler und Produzent.
Paul studierte höhere Mathematik und arbeitete anschließend am Institut des hautes études cinématographiques als technischer Berater. Teilweise arbeitete er auch als Assistent bedeutender Regisseure wie Jean Giono (Crêque, 1960), René Clément (Les Félins, 1964) und vor allem Costa-Gavras, mit dem er eine tiefe Freundschaft schloss.
1964 lernte er die Schauspielerin Françoise Arnoul kennen und war bis zu seinem Krebstod mit ihr zusammen.

## Filmographie (Auswahl)
- 1969: Plötzliches Verlangen (Le temps de vivre, in der DDR Junge Frau in Frankreich)
- 1972: Beau masque
- 1975: Histoire d’aller plus loin
- 1977: Dernière sortie avant Roissy